# Florence Jou
Pour les articles homonymes, voir Jou.
Florence Jou née le 17 mai 1980 est une poétesse et performeuse française.

## Biographie
Elle soutient en octobre 2017, la thèse Constellation, vers une écologie de l'art à l'Université Paris 1, en arts plastiques, esthétique et sciences de l'art.
En 2016, Florence Jou écrit un texte Kalces pour la scène. Ce projet se modifie avec les musiciens Gurvan Liard à la vielle à roue et Simon Nicolas, au sein du collectif ConstelleR. Deux autres personnes rejoignent le projet : Margaux Meurisse photographe, Samuel Jan graphiste. Le projet prend la forme d'une maquette pour publication. L'ouvrage est publié sous différents supports : livre papier, livre numérique et une version web.
En 2020, à la suite d'une résidence au Grand café à Saint-Nazaire, Florence Jou réalise une performance sur le monde du travail et des chantiers navals qui donne lieu à une publication Alvéoles Ouest.
En 2021, elle publie Explorizons. Il s'agit d'une suite de fictions poétiques qui explorent un lieu, les personnes qui habitent ce lieu et les pratiques du territoire.
En 2023, elle écrit Payvagues, un récit poétique traversé par les questions écologiques, à savoir déforestation massive, pollution, sécheresse et de disparition des espèces. Elle s’associe à Valérie Vivancos pour proposer un set musical et littéraire.

## Publications
- Kalces, Montpellier, publie.net, 2016 (ISBN 978-2-37177-155-0)
- Alvéoles Ouest, Saint-Nazaire, le Grand café, 2020 (ISBN 978-2-35963-024-4)
- Explorizons, Corcoué-sur-Logne, Éditions Lanskine, 2021 (ISBN 978-2-35963-045-9)
- Payvagues, Bordeaux, Éditions de l'Attente, 2023 (ISBN 978-2-493426-08-6)